# Stuart Zender
Stuart Patrick Jude Zender (* 18. März 1974 in Sheffield, South Yorkshire, England) ist ein britischer Bassist, Komponist und Musikproduzent.

## Leben und Wirken
Zender verbrachte seine Kindheit in Philadelphia und war Gründungsmitglied der Acid-Jazz-Band Jamiroquai, auf deren ersten drei Alben Emergency on Planet Earth, The Return of the Space Cowboy und Travelling Without Moving er zu hören ist. Er verließ die Band während der Aufnahmen des vierten Albums Synkronized aufgrund von Streitigkeiten mit dem Sänger Jay Kay.
Nach seinem Ausstieg arbeitete Zender mit seiner eigenen Band Leroi sowie zahlreichen anderen Künstlern, darunter Stevie Wonder, All Saints, Omar, Lauryn Hill, Gorillaz, Ms. Dynamite und vielen anderen.
Mit der All Saints-Sängerin Melanie Blatt hat er eine Tochter.